# Martin Saarikangas

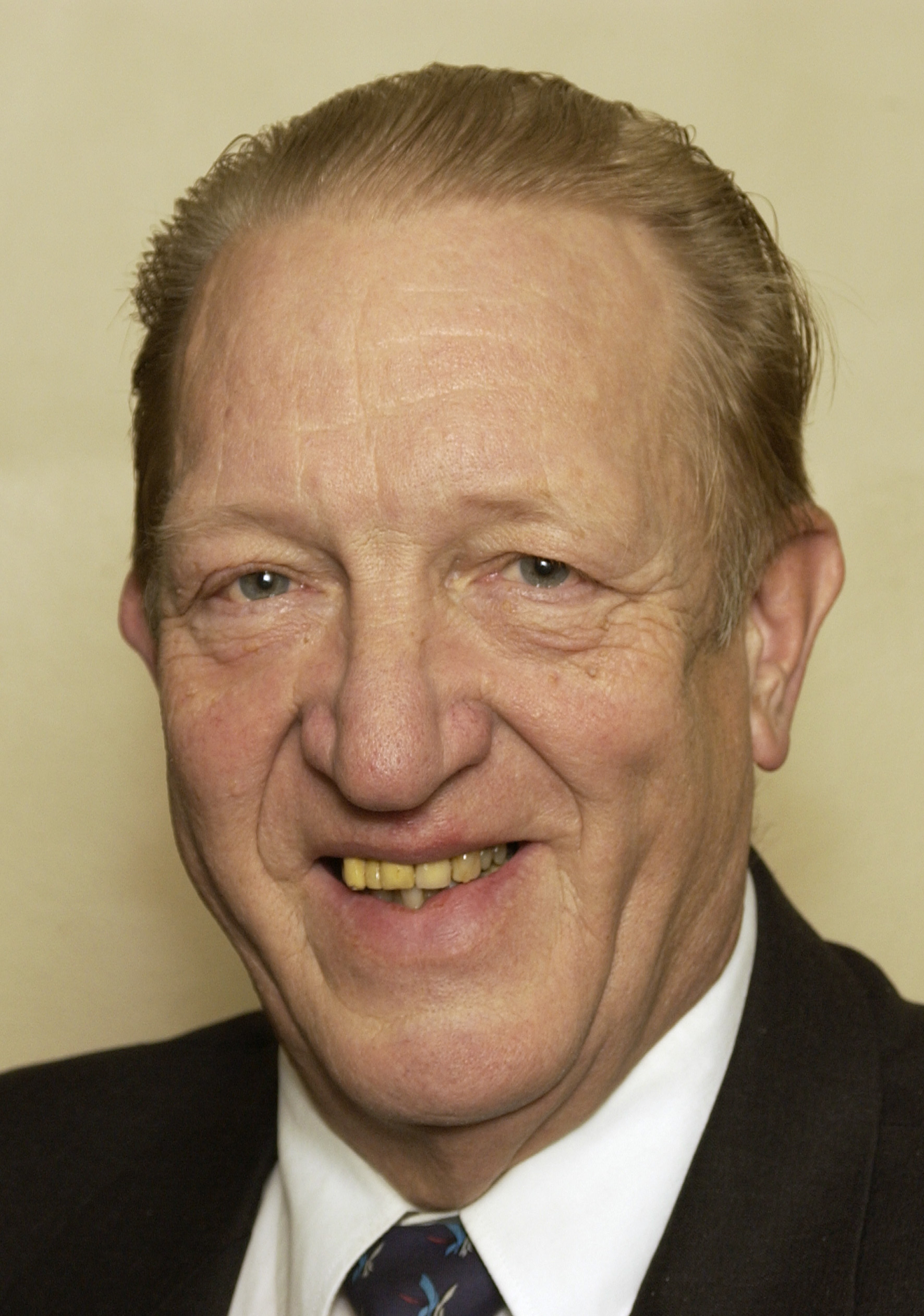
Martin Saarikangas, 2003.

Jarl Martin Alexander Saarikangas, född 24 januari 1937 i Helsingfors, är en finländsk industriman och politiker.
Saarikangas blev diplomingenjör 1964. Han var 1981–1985 chef för Wärtsiläs Helsingforsvarv, vice vd för varvsgruppen från 1982 samt chef för verksamheten i Nordamerika från 1987. Efter Wärtsilä Marinindustris konkurs 1989 byggde Saarikangas upp varvsgruppens verksamhet. Bolaget fick namnet Masa-Yards efter de två första bokstäverna i hans för- och efternamn. Det köptes av norska Kvaerner 1991, och Saarikangas ledde Kvaerner Masa-Yards fram till 2001, då han avslutade sin varvskarriär. Från 1998 var han även koncernchef för Kvaerner ASA:s hela varvsgrupp. Under 1990-talet hade han flera uppdrag inom olika förvaltningsråd samt i styrelserna för olika branschorganisationer.
Saarikangas invaldes 2003 i riksdagen (Samlingspartiet), där han har profilerat sig som en talesman för näringslivets intressen. Han har även engagerat sig i idrottslivet bland annat som förste ordförande i den 1993 bildade nya paraplyorganisationen Finlands Idrott samt som ordförande för FM-ligan i ishockey 1992–2002.
Saarikangas erhöll bergsråds titel 1997 och utnämndes till teknologie hedersdoktor 1994.